# 菜市口駅
菜市口駅（さいしこう-えき）は北京市西城区に位置する北京地下鉄4号線の駅である。2009年9月28日に開業した。

## 駅構造

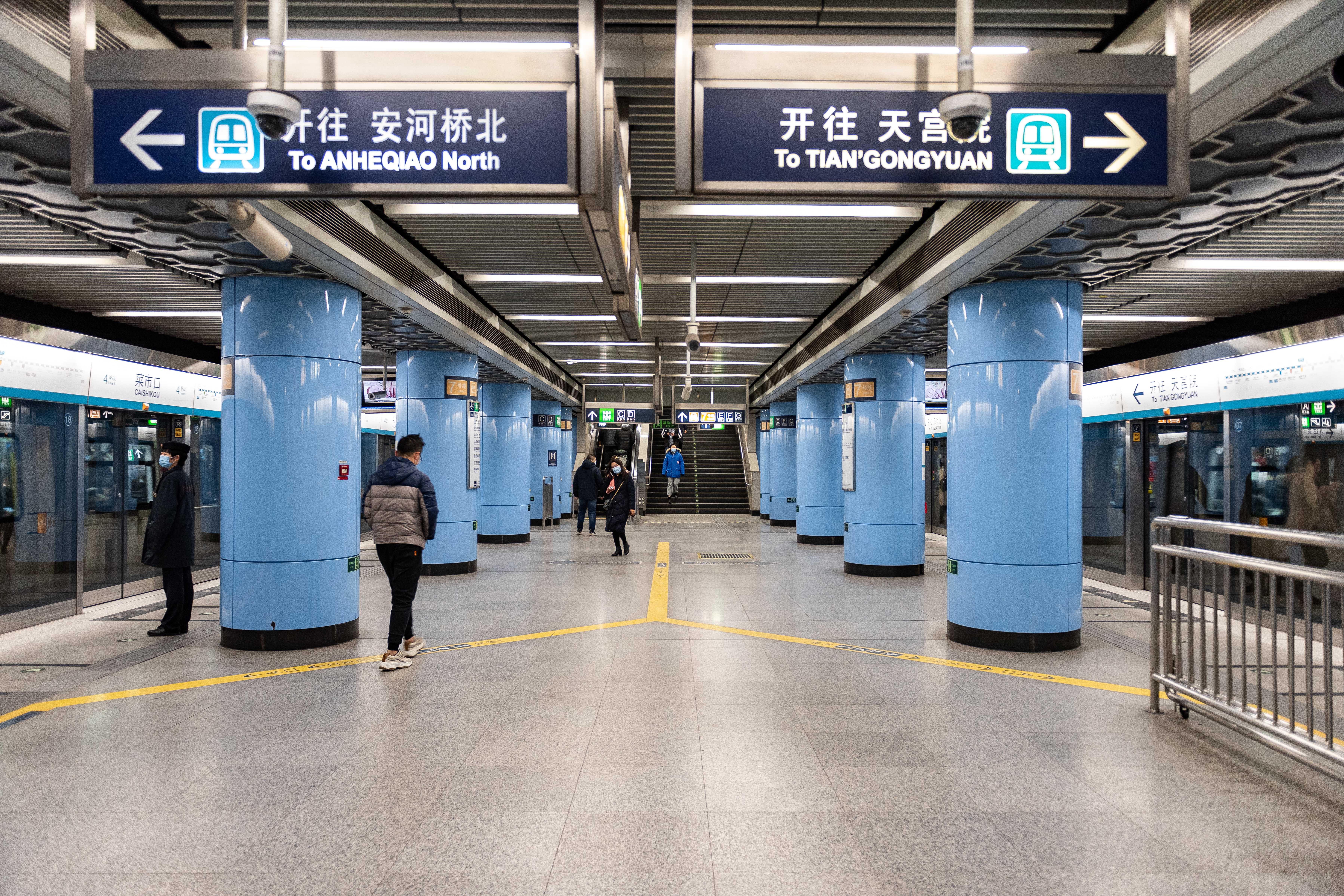
4号線ホーム

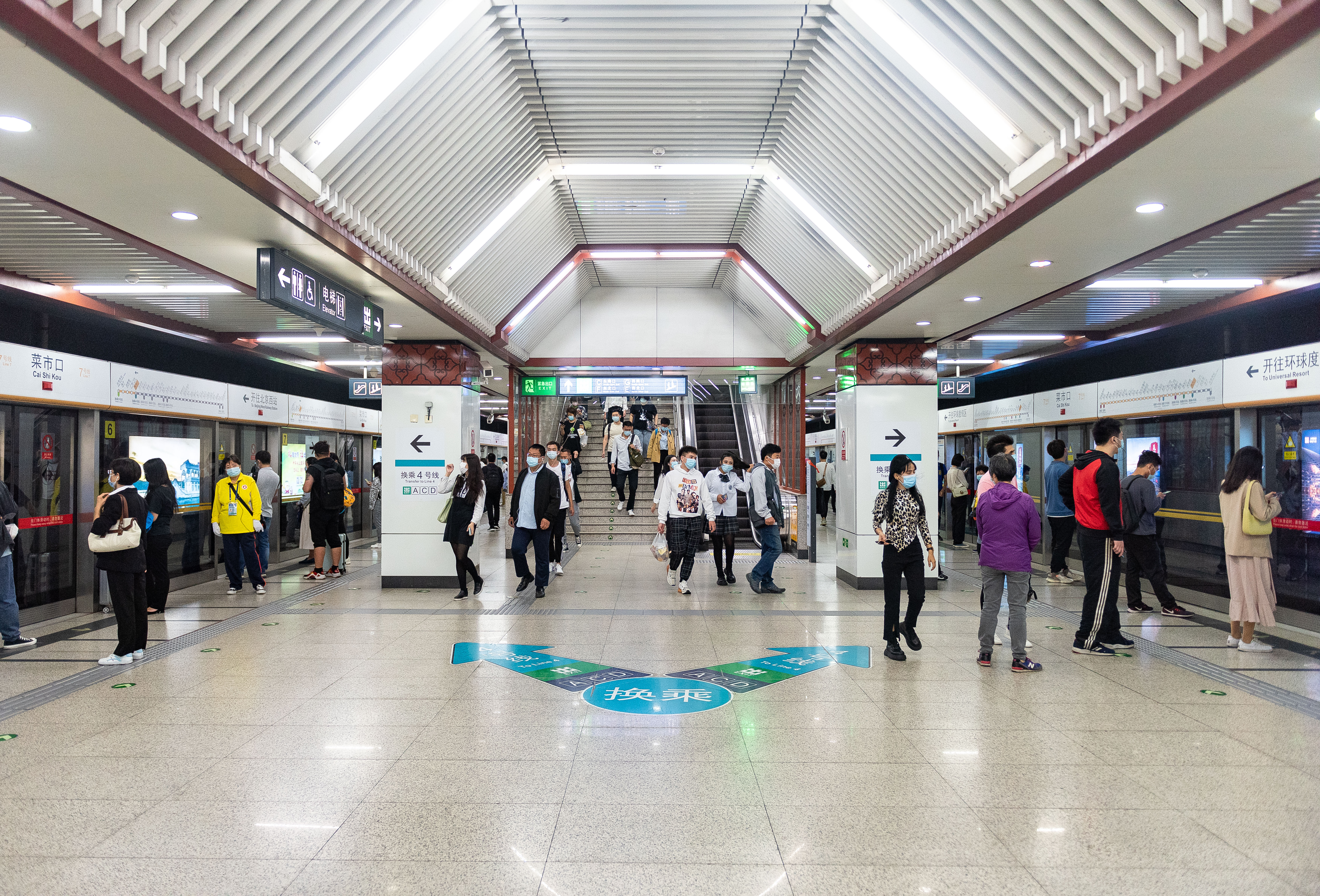
7号線ホーム

島式ホーム1面2線の地下駅。出口は3箇所ある。

## 駅周辺
菜市口刑場
清代を通じて北京城南の繁華街であったこの場所で、多くの処刑が公開で執行された。
日本の小塚原刑場のような常設、区画された刑場ではなく、民衆への見せしめを目的に執行必要時に随時、道路上に設置された。
処刑時は、交通を制限し、罪人を道路上で処刑、事後は処刑跡地を黄土で覆って原状回復し、交通制限を解除した。

場所は、菜市口駅北東の鉄門胡同周辺であったとみられるが、記念碑的なものは無い。

## 歴史
- 2009年9月28日 - 4号線が開業。
- 2014年12月28日 - 北京地下鉄7号線が開業。

## 隣の駅
北京地下鉄
■4号線
陶然亭駅 - 菜市口駅 - 宣武門駅
■7号線
広安門内駅 - 菜市口駅 - 虎坊橋駅
座標: 北緯39度53分17秒 東経116度22分05秒 / 北緯39.88799度 東経116.36819度